# Tuesday Wonderland
Tuesday Wonderland ist das elfte Album des schwedischen Jazz-Trios Esbjörn Svensson Trio im vierzehnten Jahr seines Bestehens. Anlässlich seines Erscheinens brachte das amerikanische Jazzmagazin Downbeat, das umsatzstärkste Periodikum des Genres, E.S.T. als erste europäische Jazzformation in 72 Jahren Geschichte des Magazins auf den Titel. Das Album wurde wiederum sehr positiv bis verhalten von der Kritik aufgenommen.

## Titelliste
1. Fading Maid Preludium  4:10
2. Tuesday Wonderland  6:30
3. The Goldhearted Miner  4:51
4. Brewery Of Beggars  8:22
5. Beggar’s Blanket  2:53
6. Dolores In A Shoestand  8:52
7. Where We Used To Live  4:25
8. Eighthundred Streets By Feet  6:47
9. Goldwrap  3:59
10. Sipping On The Solid Ground  4:32
11. Fading Maid Postludium 5:08

## Rezeption
Stuart Nicholson konstatiert im Guardian, dass – wie schon beim Vorgänger-Album – keine Anzeichen für einen musikalischen Stillstand bei der schwedischen Jazzformation zu spüren sei, auch wenn das verzeihlich wäre angesichts des langen Zeitraums, in dem diese Gruppe zusammen spielt. Dieses Album sei geprägt durch den Einfluss von klassischer Musik wie Das Wohltemperierte Klavier, mit dem die E.S.T.-typische Mischung aus Jazz, Rock und Pop angereichert werde. John Kelman findet, dass Tuesday Wonderland die Tendenz zum Ausdruck bringt, dass die Formation – obwohl Svenssons Pianospiel den Hauptteil des Sounds ausmacht – noch demokratischer agiert und mehr Anteile von Berglund und Magnus Öström hörbar sind.
2007 erhielt Tuesday Wonderland unter anderem eine Platin-Schallplatte (Jazz-Award) für über 20.000 verkaufter Einheiten in Deutschland. Das Album zählt damit zu den meistverkauften Jazzalben in Deutschland.